# Skolimowo
Skolimowo – osada w Polsce położona w województwie warmińsko-mazurskim, w powiecie elbląskim, w gminie Pasłęk. Osada wchodzi w skład sołectwa Rogajny.
W latach 1975–1998 miejscowość administracyjnie należała do województwa elbląskiego.